# Macrostemum punctatum
Macrostemum punctatum is een schietmot uit de familie Hydropsychidae. De soort komt voor in het Oriëntaals gebied.